# Дубровіна Катерина Валеріївна
Катерина Валеріївна Дубровіна (ур. Сердюк 22 січня 1983, Харків) — українська лучниця, призерка Олімпійських ігор.

## З життєпису
Катерина Сердюк — Заслужений майстер спорту, тренувалася в Харкові під керівництвом свого батька — Сердюка Валерія Андрійовича (Заслужений тренер України).
Срібну олімпійську медаль вона виборола в 2000 році на сіднейській Олімпіаді в командних змаганнях, виступаючи за збірну України. Жіночу команду також представляли Олена Садовнича (м. Київ, бронзовий призер Олімпіади 1996 року) та Наталя Бурдейна (м. Одеса). В боротьбі за золото дівчата поступилися збірній Кореї — лідеру в цьому виді спорту.
Катерина була однією з наймолодших спортсменок, які того року брали участь в Олімпіаді зі стрільби з лука. В індивідуальній першості посіла 16 місце — це був найкращий результат в українській команді. Тоді Катерині було лише 17 років.
Станом на липень 2021 Катерина Сердюк є наймолодшою олімпійською медалісткою України (17 років 238 днів [Архівовано 5 серпня 2021 у Wayback Machine.]).